# Eresia nel cristianesimo

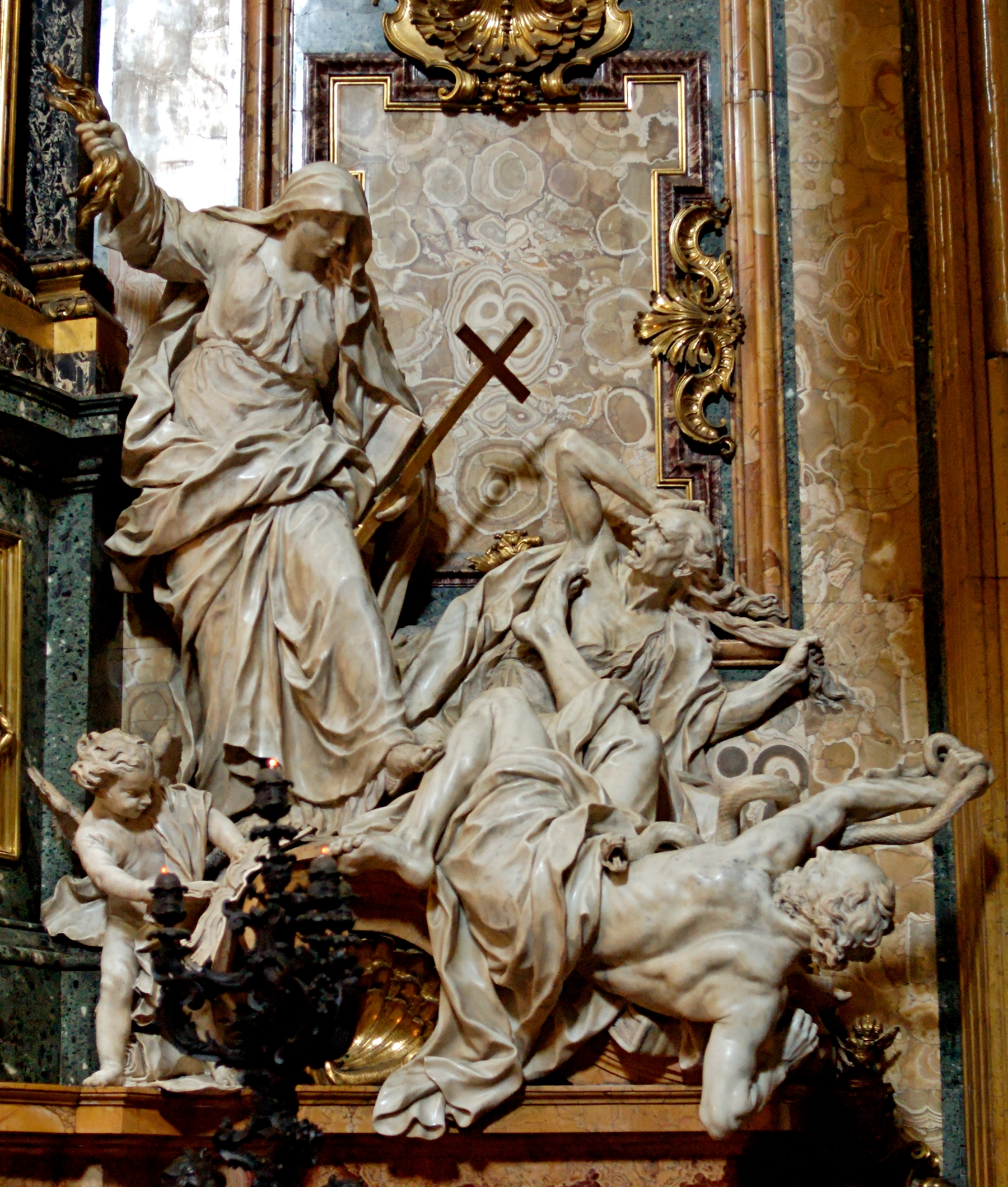

L'eresia nel Crisianesimo è la negazione formale o il dubbio riguardo una dottrina fondamentale della teologia della Chiesa cattolica nel corso della propria storia. I movimenti eretici nacquero, a volte, con l'intento di un risveglio spirituale, ma maggiormente criticavano argomenti teologici, quali: la Trinità, la natura di Cristo e altri dogmi propri della Chiesa cattolica. Tali movimenti, a volte, diedero vita a feroci fatti di sangue (vedansi i catari). È opportuno tenere presente che determinare le reali caratteristiche e i principi di ogni movimento antico rappresenta un'operazione complessa, se si considera che quasi ogni informazione giunta fino a noi proviene da oppositori del suo credo. La maggior parte della letteratura di questi movimenti è stata o distrutta o ha subito importanti cambiamenti, qualcosa è tuttavia sopravvissuto in testi scritti in forma modificata o attraverso la tradizione orale. La definizione di tutti questi movimenti come "eretici" è ormai stata abbandonata dagli studiosi, in quanto l'eterodossia presuppone una deviazione da un'ortodossia condivisa a priori.

## Definizione
- Chiesa che sia nella comunità dei fedeli;
- capacità di ogni cristiano a somministrare i sacramenti ed a predicare la parola di Cristo;
- restaurazione della vita apostolica nella sua piena integrità.

Ma poi, qual più qual meno, vogliono:
- Chiesa e clero poveri come avanti Costantino e Silvestro;
- fanno obbligo del lavoro manuale ai pastori della comunità;
- condannano la disuguaglianza fra gli uomini;
- hanno vaghi accenti teorici ed anche qualche pratica di Comunismo;
- non intendono né vogliono intendere preghiere e libri in latino;
- si richiamano ai vangeli per negare ogni podestà terrena ed ogni legittimità di pene corporali, ogni tributo allo Stato e decima alla Chiesa.

Chi sono poi eretici?
Sono fabbri, sarti, tessitori, scardassieri, contadini; gente ‘illetterata, e idiota’, come gli avversari la proclamano, e come se stessa, a volte, ama chiamarsi; ignorante cioè e sprezzante di quella cultura della Chiesa e degli alti ceti a cui il popolo minuto si sentiva estraneo…»
(Gioacchino Volpe, Movimenti religiosi e sette ereticali nella società medioevale italiana, secoli XI-XIV, Firenze, 1961, pag. 247)

## Eresie medievali

### Bogomili
I Bogomili erano i seguaci di un movimento religioso riformatore, sorto nei Balcani - segnatamente in Bulgaria e Macedonia - nel X secolo, si espanse poi anche in Serbia e Bosnia. Il Bogomilismo rappresentò uno sviluppo del dualismo orientale (che riteneva che la realtà fosse retta da due principi bene e male), sembra, in effetti, che al suo sorgere non siano stati estranei i trasferimenti di popolazioni dall'Asia minore ai Balcani disposti dagli Imperatori bizantini, che possono avere portato alla diffusioni di idee manichee. La dottrina del Bogomilismo, che tradizionalmente viene attribuita al prete Bogomil (in lingua slava significa: amato da Dio), assegnava il ruolo di figlio primogenito di Dio a Satanael, creatura ribelle colpevole di aver plasmato il mondo materiale (opposto all'universo spirituale originario) e gli esseri umani, destinati a essere schiavi del male fino alla venuta di un secondo figlio di Dio, il Cristo, disceso dal cielo in sembianze umane per liberare il principio spirituale insito negli uomini e sconfiggere il male, chiamato da allora semplicemente Satana, senza il nome divino 'El'. I Bogomili praticavano un ascetismo severo, rifiutando le immagini sacre, i sacramenti, l'Antico Testamento ad eccezione dei Salmi e dei Profeti, ogni culto esteriore e ogni forma di struttura ecclesiastica. Nel 1118 l'imperatore bizantino Alessio Comneno fece giustiziare, per eresia, l'allora capo della setta, la quale sopravvisse tuttavia in Bosnia fino alla conquista islamica del XV secolo, ispirando anche i movimenti degli albigesi o catari.

### Primi movimenti ereticali nell'Europa occidentale
In Europa occidentale le eresie, pressoché scomparse dalla morte di Ludovico I il Pio e la fine dell'impero carolingio, si ripresentarono nei primi decenni dell'XI secolo: erano individualistiche e episodiche, dovute a circostanze particolari e che il più delle volte si estinguevano con la morte o l'abiura dei loro capi. Derivavano spesso da letture originali della Bibbia: così a Monforte Gerardo aveva creato un circolo di stampo razionalistico caratterizzato da concezioni ascetiche e dalla negazione dell'esistenza di Gesù Cristo come persona fisica e reale; a Orléans un piccolo circolo di canonici, guidato dal confessore della regina Costanza, moglie di Roberto il Pio, si ritenevano direttamente ispirati dallo Spirito Santo negando l'incarnazione, la resurrezione e considerando superflui tutti i sacramenti e i testi biblici; ad Arras Gundolfo aveva posto in essere una comunità cristiana animata dai precetti evangelici e degli apostoli e riteneva superflui i sacramenti; in Aquitania Ademaro enfatizzava la vita apostolica impegnandosi in un'ascesi estrema caratterizzata dal rifiuto del matrimonio e della carne che riteneva superflui la religione, il battesimo e l'uso della croce. Tutti i movimenti citati venivano bollati come manichei o donatisti dai teologi del tempo, incapaci di confrontarsi con essi. In realtà le loro radici affioravano non nelle eresie antiche ma nella storia sociale e religiosa del loro tempo ed erano il chiaro monito di una società che non tollerava più la corruzione e la simonia del clero.

### Catari o albigesi
Catari praticano un rigido ascetismo e aderiscono alla dottrina dualistica, ereditata dal Manicheismo, credono, quindi, nel conflitto fra il mondo spirituale, creato da Dio, e quello materiale, opera di Satana. Per i catari radicali, il mondo era opera di satana, che aveva imprigionato nei corpi le anime degli angeli caduti. La lotta tra bene e male coinvolgeva tutti e la sola via di salvezza era liberarsi dalla materia attraverso opera di purificazione e i casi estremi, l'autodistruzione. I più perfetti erano quanti, lasciatisi morire di fame, segnavano la vittoria estrema dello spirito sul corpo. Il catarismo non si proietta su ideali pauperistici-evangelici, ma su presupposti dottrinali; è proprio questo l'aspetto che lo diversifica dagli altri movimenti ereticali. Proprio nelle regioni più evolute nel tempo esso ebbe uno sviluppo eccezionale. Infatti l'eresia apparve nell'Italia settentrionale nel XII secolo con le comunità di Desenzano, Mantova e Concorezzo, ma si diffuse particolarmente in Francia meridionale (Provenza), dove gli aderenti al movimento sono chiamati "albigesi" dalla città francese di Albi. Quando venne individuata, l'eresia catara si era già diffusa in tutti gli strati sociali e si era organizzata gerarchicamente. Alla fine del XIV secolo i catari erano quasi scomparsi, in seguito alla sanguinosa crociata contro gli albigesi, all'azione di Francescani e Domenicani e a quella dell'Inquisizione. Inoltre venne decretata la pena capitale sia dal papa che dall'imperatore. Della letteratura catara restano il rituale latino e provenzale ed il Libro dei due Principi. La crociata contro gli Albigesi fu indotta da Papa Innocenzo III tra il 1208 e il 1209: in questo modo la corona francese si assicurò il controllo su tutta la Francia.

### Valdesi
I Valdesi ebbero origine nel Medioevo come seguaci del predicatore Pietro Valdo (ma secondo studi più recenti il nome del fondatore del Valdismo sarebbe Valdesio) di Lione. Valdo era un ricco mercante che diede i suoi beni ai poveri e si mise a predicare il Vangelo. Valdo, che era benestante ma non particolarmente colto (conosceva rudimenti di lingua latina e si fece tradurre i sacri testi in lingua volgare per comprenderne ogni parola), decise di abbandonare le proprie ricchezze e di seguire una scuola di teologia. 
Il suo credo, in parte mutato dopo la sua morte dai vari rami valdesi che si vennero a formare, prevedeva l'assunzione della povertà evangelica come modello di vita, per seguire le orme di Cristo. Questo mito dell'elezione evangelica era piuttosto radicato in coloro che si facevano predicatori della fede, ritenendosi i discendenti degli apostoli. Al movimento religioso non erano escluse le donne, le quali talvolta predicavano, suscitando scalpore tra i membri della curia romana. Si dedicarono alla predicazione della Parola di Dio criticando i costumi del clero, il che costò l'interdizione dal vescovo di Lione e la comparsa al Sinodo di Verona del 1184 in cui vennero scomunicati; continua clandestinamente la loro opera, costituendo una gerarchia parallela. Tra il 1205 e il 1207 Valdo morì senza essere riuscito a ricomporre lo scisma interno al suo movimento e la frattura con Roma: da allora molti gruppi iniziarono ad allontanarsi dall'ortodossia cattolica, rifiutando le gerarchie ecclesiastiche giudicate peccatrici e malvagie, e reinterpretando i sacramenti con modi più vicini ai catari. Nel XVI secolo aderirono alla Riforma protestante, organizzando la chiesa e le dottrine secondo un modello calvinista.

### Dolciniani
Erano i seguaci di un movimento spirituale alla fine del XIII secolo ad opera di fra Dolcino Tornelli, che rifiutava il principio gerarchico su cui si reggeva la chiesa (Vescovi – Papa) e proclamava la comunanza di tutte le cose (comprese le donne). Violenta fu la polemica contro la Chiesa che iniziò una persecuzione contro Dolcino e i suoi, sfociata addirittura nella crociata del 1306; dopo un lungo assedio in Valsesia, Dolcino fu, in seguito ad una lunga tortura, arso vivo a Vercelli mentre altri capi del movimento furono bruciati vivi a Biella.